# Arcoa gonavensis
Genre
Espèce
Arcoa gonavensis est une espèce de plantes à fleurs dicotylédones de la famille des Fabaceae, sous-famille des Caesalpinioideae, originaire des Antilles (île de Saint-Domingue). C'est l'unique espèce acceptée du genre Arcoa (genre monotypique).